# Meredith Eaton
Meredith Hope Eaton-Gilden chiamata più semplicemente Meredith Eaton (Long Island, 26 agosto 1974) è un'attrice e avvocata statunitense.

## Biografia
Affetta da nanismo, è alta 1,22 m, e spesso si definisce, ironicamente, "un'attrice di bassa statura". Conosciuta soprattutto per aver interpretato Matty Webber, il nuovo capo del dipartimento all'associazione Fenice, in cui lavora MacGyver, nella serie televisiva del 2016, Meredith è la prima donna affetta da nanismo a ottenere un ruolo fisso in una serie televisiva americana trasmessa in prima serata. Ha inoltre interpretato il ruolo di Bethany Horowitz nella serie prodotta dall'American Broadcasting Company Boston Legal.
È inoltre avvocato, e si batte principalmente per le cause correlate a persone affette da nanismo, partecipando anche a programmi televisivi e conferenze sul tema. Meredith è membro del Media Access Office, un'organizzazione del governo della California che si batte per le pari opportunità e che espone ai media le tematiche riguardanti le persone con disabilità. È apparsa inoltre in un episodio della terza serie di Dr. House - Medical Division.
Ha interpretato Emily Resnick nella serie televisiva prodotta dalla CBS In tribunale con Lynn.

## Vita personale

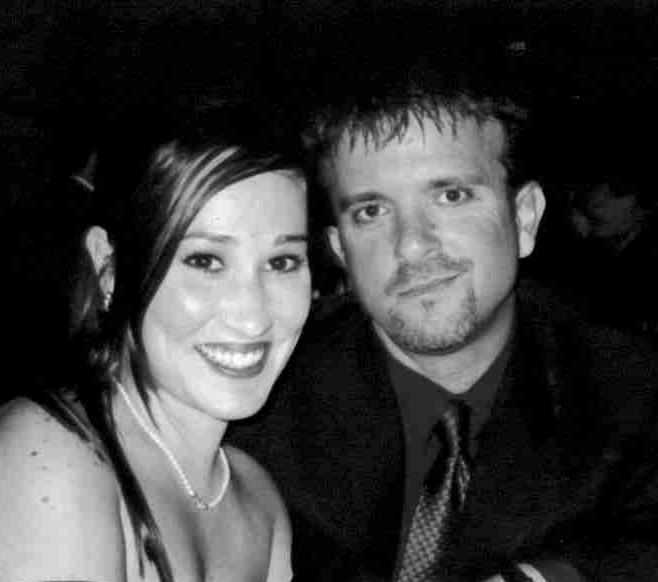
Eaton-Gilden con Michael Gilden.

Eaton-Gilden è stata sposata con Michael Gilden, anche lui attore affetto da nanismo, dal 20 maggio 2001 fino al giorno in cui lui ha deciso di togliersi la vita a Los Angeles il 5 dicembre 2006. Eaton-Gilden è apparsa nel programma Entertainment Tonight per discutere sullo stato d'animo di suo marito e sulla sua filosofia di vita prima della morte.
"Michael è il tipo di uomo che avrebbe voluto parlare prima di me che di se stesso -- mi metteva al primo posto e così faceva con la sua famiglia e con gli amici. Michael si metteva sempre al secondo posto, questo lo rendeva una persona di grande rilievo."
Il 12 ottobre 2008 ha sposato un fotografo, Brian S. Gordon. La coppia ha avuto un figlio.

## Filmografia parziale

### Cinema
- Insieme per caso (Unconditional Love), regia di P. J. Hogan (2002)
- Paranormal Activity 3, regia di Henry Joost e Ariel Schulman (2011)
- Il potere dei soldi (Paranoia), regia di Robert Luketic (2013)
- Il segnato (Paranormal Activity: The Marked Ones), regia di Christopher B. Landon (2014)
- Veronica Mars - Il film (Veronica Mars), regia di Rob Thomas (2014)

### Televisione
- NYPD - New York Police Department (NYPD Blue) – serie TV, episodio 8x04 (2001)
- In tribunale con Lynn (Family Law) – serie TV, 21 episodi (2001-2002)
- CSI - Scena del crimine (CSI: Crime Scene Investigation) – serie TV, episodio 3x04 (2002)
- Dr. House - Medical Division (House, M.D.) - serie TV, episodio 3x10 (2006)
- Senza traccia (Without a Trace) – serie TV, episodio 6x10 (2007)
- Boston Legal – serie TV, 18 episodi (2006-2008)
- NCIS - Unità anticrimine (NCIS) – serie TV, 5 episodi (2009-2025)
- NCIS: New Orleans – serie TV, episodio 1x02 (2014)
- MacGyver – serie TV, 82 episodi (2016-2021)

## Doppiatrici italiane
- Stefanella Marrama in: Insieme per caso
- Claudia Pittelli in: Boston Legal
- Paola Majano in: MacGyver